# Thomas de Hartmann
Thomas Aleksandrovič de Hartmann (Choruživka, 21 settembre 1885 – New York, 28 marzo 1956) è stato un pianista e compositore russo.
Ritenuto fra i più promettenti pianisti dello Zar di tutte le Russie, de Hartmann compone musica anche per Vassilij Kandinskij. Il suo nome è strettamente legato a Georges Ivanovič Gurdjieff, che egli e sua moglie Olga incontrano nel 1916 a San Pietroburgo, divenendone allievi. 
Per vent'anni, de Hartmann mantiene uno strettissimo rapporto con il maestro, componendo centinaia di brani per pianoforte, dettatigli da Gurdjieff. Sue anche le musiche dei "movimenti", le danze sacre gurdjieffiane. 

Dopo la morte di Gurdjieff, nel 1949, Thomas de Hartmann si trasferisce a New York, dove insieme ad altri allievi diretti del maestro è tra i fondatori dell'organizzazione Gurdjieff Foundation che trasmette ancora oggi in tutto il mondo l'eredità dell'insegnamento gurdjieffiano.
Nel 1955 avviene la prima esecuzione assoluta nella Jesse H. Jones Hall for the Performing Arts di Houston di "12 Russian Fairy Tales" di sua composizione diretta da Leopold Stokowski.
Il compositore muore a New York nel 1956, mentre la moglie Olga nel 1979 nel New Mexico. A lei si deve la pubblicazione di un libro con importanti testimonianze sulla vita degli allievi insieme a Gurdjieff, pubblicato in Italia con il titolo La nostra vita con Gurdjieff.

I brani di Gurdjieff/de Hartmann negli anni sono stati anche eseguiti da celebri musicisti, fra cui Laurence Rosenthal e Keith Jarrett e sono riportati nel film di Peter Brook "Incontri con uomini straordinari" (Meetings with Remarkable Men).